# Sigmar Polke
Sigmar Polke (Oleśnica,13. veljače, 1941. – Köln, 10. lipnja 2010.), bio je jedan od najznačajnijih njemačkih slikara i fotografa 20. stoljeća.

## Život i djelo
Polkeova obitelj 1945. bježi pred Crvenom armijom u Thuringiju (Istočna Njemačka), a 1953. najprije u Zapadni Berlin, a odatle u Düsseldorf.
Polkea je već kao mladića privukla umjetnost, te on, radeći u lokalnoj tvornici stakla, često posjećuje muzeje i galerije. S dvadeset godina, 1961. upisuje se na düsseldorfsku Akademiju, na kojoj u to doba predaje i Joseph Beuys.
Šezdesete su doba velikog ekonomskog procvata Zapadne Njemačke, osobito Düsseldorfa, što se Polkea, prebjeglog pred komunističkim terorom i siromaštvom, osobito dojmilo. Godine 1963. zajedno s Gerhardom Richterom i Konradom Luegom zasniva kapitalistički realizam - stilski pravac oprečan svojem mnogo poznatijem socijalističkom „starijem bratu“, kojeg ova trojica izgrađuju na postignućima američkog pop arta i konzumerističkoj doktrini kapitalizma. Sva trojica odmah potom organiziraju Demonstraciju za kapitalistički realizam, koju provode u salonu namještaja.
Izbijanjem rata u Vijetnamu, odnos europske inteligencije prema SAD-u se korjenito mijenja, što će imati odjeka i u Polkeovu, te Richterovu opusu. Richter tako 1966. slika ciklus pod nazivom Osam studentica, posvećen medicinskim sestrama koje su u Chicagu stradale kao žrtve višestrukog ubojice. Aluzija na američko nasilje je više nego očita.
Iste godine nastaje Polkeovo ulje na platnu Raster-slika s palmama, u kojoj on višestruko ironizira svoje donedavne američke uzore. Ta slika srednjih dimenzija prikazuje uvećanu novinsku sliku sjevernoafričkog pejzaža s palmama koja je toliko uvećana da se jasno vidi njezin raster, koji je međutim dat nekako nejasno i iregularno, baš kao i boje koje odudaraju od boja u prirodi, a vjerojatno i od boja novinske fotografije koja je poslužila za osnovu slike. Polke je tako, „kvareći“ likovna sredstva i teme Lichtensteina (raster), Hockneya (motiv palmi), i Warhola (sitotisak), najavio da će jedna od glavnih odlika čitava njegova opusa biti ironiziranje. I doista, u radu Moderna umjetnost iz 1968. on naprosto uvećava jednu prilično nespretnu kompoziciju, reproduciranu u nekoj knjizi o modernoj umjetnosti, kojom kao da se nastoji distancirati od vremena i medija u kojem i sam djeluje.
Nekako istodobno, u Polkeovu opusu sve se više osjeća utjecaj dadaista Francisa Picabiae, čija su pozna djela bila jedan od važnijih izvora cjelokupne pop umjetnosti. Tako nastaju brojna Polkeova narativna, višeslojna djela prožeta snolikim, halucinantnim ozračjem.
Kao i njegov mlađi zemljak Anselm Kiefer, Polke potkraj šezdesetih odlučuje podsjetiti svoje sunarodnjake na njihovu snishodljivost prema nacističkoj vladavini. Tako nastaje djelo Više sile su naredile: obojite gornji desni ugao crno! I doista, Polke na platnu čitko ispisuje navedenu zapovijed, i boji desni gornji ugao slike crno. I ne samo ugao, jer crna boja prelazi i na lijevu polovicu slike, aludirajući očito na polet i temeljitost mnogih njegovih sunarodnjaka dok su izvršavali crne naredbe viših sila. Druga pak Polkeova, kasnija djela sadrže skrivene ili prebojane svastike i druge srodne simbole potisnute povijesti.
Početkom sedamdesetih Polke počinje sudjelovati na skupnim izložbama njemačkih neoekspresionista, ali se čini da je smisao njegova sudjelovanja bio samo taj da bi ih ironizirao.
Od 1977. do 1991. Polke predaje na Akademiji lijepih umjetnosti u Hamburgu.
Umro je u Kölnu, u 69. godini života.

## Vanjske poveznice
- Art market analysis: Sigmar Polke vs Anselm Kiefer
- Slika Sigmara Polkea vrijedna 7 milijuna prodana za svega 90 USD (engl.)
- Sigmar Polke: Ironija i ekstaza / Izložba Sigmara Polkea „Glazba nerazjašnjenog porijekla“ u Muzeju suvremene umjetnosti u Zagrebu, 13. 6. – 18. 8. 2019.  Arhivirana inačica izvorne stranice od 10. kolovoza 2019. (Wayback Machine)